# 1891 год
1891 (ты́сяча восемьсо́т девяно́сто пе́рвый) год  по григорианскому календарю — невисокосный год, начинающийся в четверг. Это 1891 год нашей эры, 1‑й год 10‑го десятилетия XIX века 2‑го тысячелетия, 2‑й год 1890‑х годов. Он закончился 134 года назад.
| Пн | Вт | Ср | Чт | Пт | Сб | Вс |
|    |    |    | 1  | 2  | 3  | 4  |
| 5  | 6  | 7  | 8  | 9  | 10 | 11 |
| 12 | 13 | 14 | 15 | 16 | 17 | 18 |
| 19 | 20 | 21 | 22 | 23 | 24 | 25 |
| 26 | 27 | 28 | 29 | 30 | 31 |    |

| Пн | Вт | Ср | Чт | Пт | Сб | Вс |
|    |    |    |    |    |    | 1  |
| 2  | 3  | 4  | 5  | 6  | 7  | 8  |
| 9  | 10 | 11 | 12 | 13 | 14 | 15 |
| 16 | 17 | 18 | 19 | 20 | 21 | 22 |
| 23 | 24 | 25 | 26 | 27 | 28 |    |

| Пн | Вт | Ср | Чт | Пт | Сб | Вс |
|    |    |    |    |    |    | 1  |
| 2  | 3  | 4  | 5  | 6  | 7  | 8  |
| 9  | 10 | 11 | 12 | 13 | 14 | 15 |
| 16 | 17 | 18 | 19 | 20 | 21 | 22 |
| 23 | 24 | 25 | 26 | 27 | 28 | 29 |
| 30 | 31 |    |    |    |    |    |

| Пн | Вт | Ср | Чт | Пт | Сб | Вс |
|    |    | 1  | 2  | 3  | 4  | 5  |
| 6  | 7  | 8  | 9  | 10 | 11 | 12 |
| 13 | 14 | 15 | 16 | 17 | 18 | 19 |
| 20 | 21 | 22 | 23 | 24 | 25 | 26 |
| 27 | 28 | 29 | 30 |    |    |    |

| Пн | Вт | Ср | Чт | Пт | Сб | Вс |
|    |    |    |    | 1  | 2  | 3  |
| 4  | 5  | 6  | 7  | 8  | 9  | 10 |
| 11 | 12 | 13 | 14 | 15 | 16 | 17 |
| 18 | 19 | 20 | 21 | 22 | 23 | 24 |
| 25 | 26 | 27 | 28 | 29 | 30 | 31 |

| Пн | Вт | Ср | Чт | Пт | Сб | Вс |
| 1  | 2  | 3  | 4  | 5  | 6  | 7  |
| 8  | 9  | 10 | 11 | 12 | 13 | 14 |
| 15 | 16 | 17 | 18 | 19 | 20 | 21 |
| 22 | 23 | 24 | 25 | 26 | 27 | 28 |
| 29 | 30 |    |    |    |    |    |

| Пн | Вт | Ср | Чт | Пт | Сб | Вс |
|    |    | 1  | 2  | 3  | 4  | 5  |
| 6  | 7  | 8  | 9  | 10 | 11 | 12 |
| 13 | 14 | 15 | 16 | 17 | 18 | 19 |
| 20 | 21 | 22 | 23 | 24 | 25 | 26 |
| 27 | 28 | 29 | 30 | 31 |    |    |

| Пн | Вт | Ср | Чт | Пт | Сб | Вс |
|    |    |    |    |    | 1  | 2  |
| 3  | 4  | 5  | 6  | 7  | 8  | 9  |
| 10 | 11 | 12 | 13 | 14 | 15 | 16 |
| 17 | 18 | 19 | 20 | 21 | 22 | 23 |
| 24 | 25 | 26 | 27 | 28 | 29 | 30 |
| 31 |    |    |    |    |    |    |

| Пн | Вт | Ср | Чт | Пт | Сб | Вс |
|    | 1  | 2  | 3  | 4  | 5  | 6  |
| 7  | 8  | 9  | 10 | 11 | 12 | 13 |
| 14 | 15 | 16 | 17 | 18 | 19 | 20 |
| 21 | 22 | 23 | 24 | 25 | 26 | 27 |
| 28 | 29 | 30 |    |    |    |    |

| Пн | Вт | Ср | Чт | Пт | Сб | Вс |
|    |    |    | 1  | 2  | 3  | 4  |
| 5  | 6  | 7  | 8  | 9  | 10 | 11 |
| 12 | 13 | 14 | 15 | 16 | 17 | 18 |
| 19 | 20 | 21 | 22 | 23 | 24 | 25 |
| 26 | 27 | 28 | 29 | 30 | 31 |    |

| Пн | Вт | Ср | Чт | Пт | Сб | Вс |
|    |    |    |    |    |    | 1  |
| 2  | 3  | 4  | 5  | 6  | 7  | 8  |
| 9  | 10 | 11 | 12 | 13 | 14 | 15 |
| 16 | 17 | 18 | 19 | 20 | 21 | 22 |
| 23 | 24 | 25 | 26 | 27 | 28 | 29 |
| 30 |    |    |    |    |    |    |

| Пн | Вт | Ср | Чт | Пт | Сб | Вс |
|    | 1  | 2  | 3  | 4  | 5  | 6  |
| 7  | 8  | 9  | 10 | 11 | 12 | 13 |
| 14 | 15 | 16 | 17 | 18 | 19 | 20 |
| 21 | 22 | 23 | 24 | 25 | 26 | 27 |
| 28 | 29 | 30 | 31 |    |    |    |

## События
- Осень — начало масштабного (1891—1892) голода в России.
- В Российской империи появился первый автомобиль 3,5 л. с. французской фирмы «Панар Левассор», который привёз из Парижа редактор «Одесского листка» Навроцкий.
- В Российской империи на вооружение принята магазинная винтовка Мосина.
- в Санкт-Петербурге Придворная конюшенная контора преобразована в Придворную конюшенную часть.
- М. О. Доливо-Добровольский (работавший в Германии) осуществил первую в мире передачу переменного тока на большое расстояние (175 км).
- 9 марта — Александр III подписал именной высочайший указ, данный министру путей сообщений, о строительстве Транссибирской железной дороги[1].
- 1 апреля — в Чикаго основана компания по производству жевательной резинки и кондитерских изделий «Wrigley».[источник не указан 2445 дней]
- 11 мая — Инцидент в Оцу — неудавшаяся попытка покушения на жизнь цесаревича Николая Александровича (впоследствии Николая II) во время его визита в Японию.
- 20 июля — основание Болгарской социал-демократической партии[2].
- 28 сентября — был образован Центральный уругвайский железнодорожный крикетный клуб, впоследствии «Пеньяроль» — лучший футбольный клуб Южной Америки XX века по версии IFFHS и второй клуб XX века в мире.
- 11 октября — в Стокгольме открылся первый в мире этнографический музей под открытым небом «Скансен».
- 14—21 октября — принятие программы германской социал-демократии на съезде в Эрфурте.[источник не указан 3113 дней]
- 9 ноября — Кабот в американском штате Арканзас получил статус города[3].

## Родились
См. также: Категория:Родившиеся в 1891 году
- 3 января — Даниил Егорович Сулимов, Председатель Совета Народных Комиссаров РСФСР в 1930—1937 годах (ум. 1937).
- 15 января — Осип Эмильевич Мандельштам, русский поэт, переводчик и литературовед (умер в 1938 году).
- 24 января — Вальтер Модель (ум. 1945), немецкий военачальник, генерал-фельдмаршал.
- 27 января — Илья Эренбург, русский поэт, писатель, переводчик (умер в 1967 году).
- 9 февраля — Пьетро Ненни, итальянский социалист, политический и государственный деятель (ум.1980)
- 24 марта — Сергей Иванович Вавилов, советский физик, академик (1932), президент Академии Наук СССР (с 1945; умер в 1951 году).
- 2 апреля — Макс Эрнст, немецкий и французский художник, крупнейшая фигура мирового авангарда XX века (умер в 1976 году).
- 23 апреля — Сергей Сергеевич Прокофьев, русский и советский композитор, дирижёр, пианист (умер в 1953 году).
- 5 мая — Семён Иванович Маслюков (ум. 1947), советский артист цирка и эстрады.
- 15 мая — Михаил Афанасьевич Булгаков, русский писатель (умер в 1940 году).
- 22 мая — Йоганнес Бехер, немецкий поэт (умер в 1958 году).
- 27 июня — Владимир Михайлович Петляков, советский авиаконструктор (погиб в 1942 году).
- 5 июля — Борис Андреевич Лавренёв, русский писатель (умер в 1959 году).
- 15 июля — Анатолий Николаевич Пепеляев, деятель Белого движения, участник Первой мировой войны (умер в 1938 году).
- 1 августа — Элияху Ха-Кармели, израильский политик, депутат Кнессета 1-го и 2-го созыва от партии рабочих в Эрец-Исраэль (МАПАЙ)
- 2 августа — Виктор Максимович Жирмунский, русский советский лингвист и литературовед (умер в 1971 году).
- 12 октября — Фумимаро Коноэ, японский военный и политический деятель, премьер-министр Японии в 1937—1939 и 1940—1941 годах (ум. 1945).
- 27 октября — Пауль Грюнингер, командир полиции в Швейцарии, «Праведник народов мира» (ум. 1972).
- 4 ноября — Мария Чуда Иисуса, святая Римско-католической церкви, монахиня ордена босых кармелиток.
- 7 ноября — Дмитрий Андреевич Фурманов, русский советский писатель, автор романа «Чапаев» (умер в 1926).
- 15 ноября — Эрвин Роммель (ум. 1944), немецкий генерал-фельдмаршал (1942) и командующий войсками Оси в Северной Африке.
- 2 декабря — Отто Дикс, немецкий художник и график (умер в 1969 году).
- 9 декабря — Максим Богданович, белорусский поэт (умер в 1917 году).
- 11 декабря — В. Володарский (Моисей Маркович Гольдштейн) — редактор, марксист, политик, деятель революционного движения (убит в 1918 году).
- 26 декабря — Генри Миллер, американский писатель (умер в 1980 году).

## Скончались
См. также: Категория:Умершие в 1891 году
- 17 января — Йоханнес Йозеф Херман Верхулст, нидерландский композитор и дирижёр (род. 1816).
- 10 февраля — Софья Васильевна Ковалевская, русский математик и механик, первая в мире женщина — профессор математики (род. 1850).
- 29 марта — Жорж-Пьер Сёра, французский художник (род. 1859).
- 13 апреля — Николай Николаевич (Романов), Великий князь, третий сын императора Николая I (род. 1831).
- 8 мая — Блаватская, Елена Петровна, русская писательница и теософ (род. 1831).
- 9 мая — Адам Станислав Красинский, польский церковный деятель, филолог, поэт, переводчик (род. 1810).
- 28 августа — Пётр Алексеевич Алексеев, русский рабочий-революционер (род. 1849)
- 27 сентября — Иван Александрович Гончаров, русский писатель (род. 1812).
- 4 ноября — Франсиско Гомес де Аморим, португальский поэт и писатель (род. 1827).
- 22 ноября — Василий Алексеевич фон Роткирх, русский военный деятель, писатель (род. 1819).
- 24 ноября — Константин Николаевич Леонтьев, русский философ, писатель, публицист и дипломат (род. 1831).